# El Khabouzia
El Khabouzia (în arabă الخبوزية) este o comună din provincia Bouira, Algeria.
Populația comunei este de 6.132 de locuitori (2008).